# Idioma español en Argelia

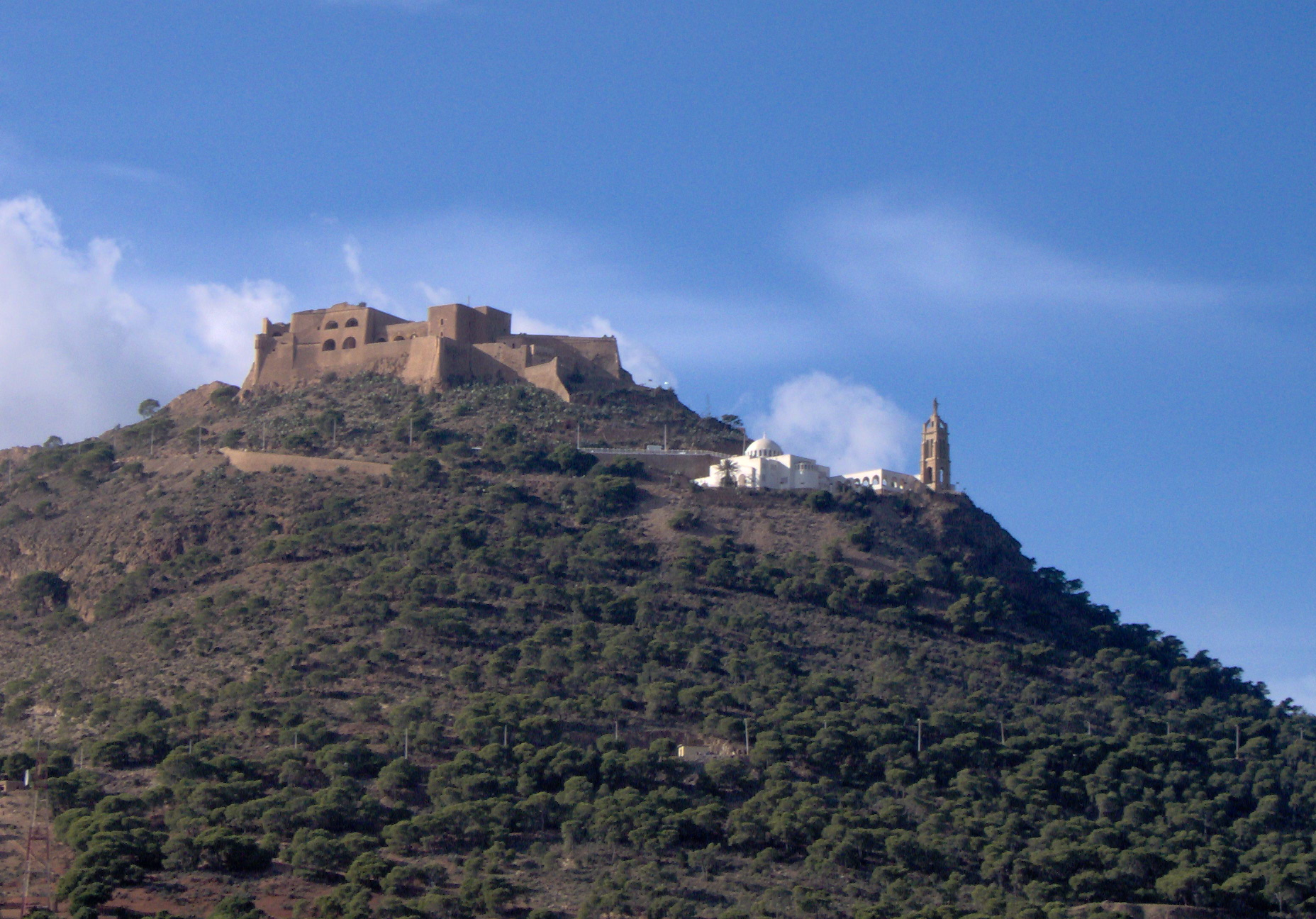
Fortaleza española de Santa Cruz en Orán.

El idioma español en Argelia es hablado como segunda lengua con estatus de cooficialidad por los refugiados saharauis, que se establecieron en la provincia de Tinduf.

## Historia

### Conquistas y expulsión de los sefardíes
Es posible que el español se hablara en Argelia por primera vez en 1492, momento en el que se establecieron colonias de judíos sefardíes y musulmanes conocidos en España como moros o moriscos, procedentes de la península ibérica.
En 1501, mucho antes que los españoles, los portugueses pusieron en marcha una expedición para tratar de tomar tierra en la playa de los Andaluces (Andalouses) en Orán.
No fue sino hasta el arribo de Mazalquivir en 1505, que se ve a España participar en la primera expedición contra Orán. Posteriormente, la ciudad fue tomada por el ejército del Cardenal Cisneros, encargado por el delegado de la corona española, Pedro Navarro, en 1509. Después de la ocupación del puerto de Mazalquivir (1505), y la ciudad de Orán (1509), la ciudad fue abandonada y a continuación, totalmente ocupada por tropas españolas. Desde el año 1509 el Cardenal Ximenes comenzó a construir sobre las ruinas de la mezquita de Ibn El Beitar la iglesia de San Luis, que domina el casco antiguo en ambos lados de la ciudad. Una de las ciudades más importantes de la época colonial española es la ciudad de Orán, aunque hay que destacar los lazos culturales que unen esta ciudad con la ciudad española de Alicante, con la cual está hermanada.
Otras zonas ocupadas:
- Peñón de Argel
- Bugía
- Annaba

### Expulsión de los moriscos

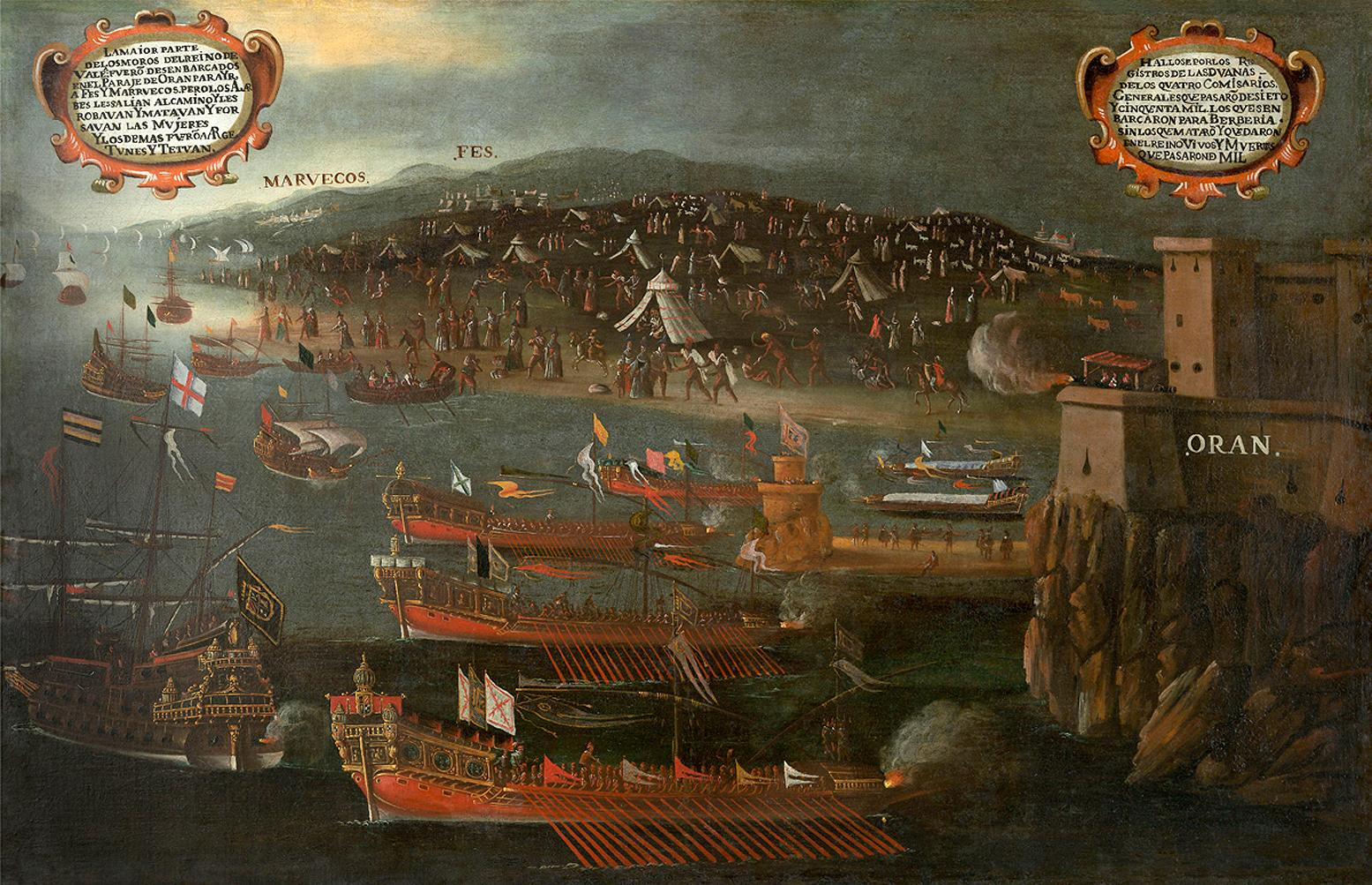
Desembarco de los moriscos en el Puerto de Orán (1613, Vicente Mestre), Fundación Bancaja de Valencia.

Se calcula que en España había entre unos 300 000 y unos 325 000 moriscos a principios del siglo XVII que fueron obligados a salir de su tierra y se instalaron bien en Marruecos, en una cantidad aproximada de  80 000, bien en Argelia (como las inmediaciones de Orán, Argel o Blida), bien en Túnez (como el área de Manuba). Probablemente la mayoría de estos moriscos hablaban árabe dialectal y no español ni catalán.
En Argelia la distribución de los recién llegados a partir del arribo por Orán se hizo en zonas costeras del este como Bujía, Jijel, Delhis y Bona, o en zonas de interior como Tlemcen. Se calcula que por el año 1605, cuatro años antes de la expulsión, ya vivían en Argel unos 25 000 musulmanes exiliados desde la península quienes llegaron a concentrarse en un barrio creado específicamente para ellos llamado Los Tagarinos (del árabe tagr 'frontera del Islam') poblado mayoritariamente de originarios de la Corona de Aragón.

### Colonización francesa
Durante la etapa de la colonización francesa de Argelia (1830-1962) y tras la pérdida del dominio español de Orán y Mazalquivir pocos años antes se produjo la mayor afluencia de inmigración española a tierras argelinas.
La comunidad española en Argelia fue la más numerosa tras la nativa y la francesa debido a la política favorecedora de colonización europea llevada a cabo por Francia donde se agrupó un abanico enorme de nacionalidades. Esta supremacía española fue especialmente significativa en el Oranesado donde incluso se superaba a la población metropolitana.
Si bien la población española castellanoparlante prefirió asentarse en el oranesado, la población catalanoparlante como alicantinos y menorquines se instalaron en la capital, Argel. Un barrio especialmente poblado con valencianos era el de Bab el Oued.
Este hecho se puede observar fácilmente en los ejemplos que aporta Moreno en cuanto a la fraseología de origen peninsular que se podía oír en una u otra zona argelina. Señala como préstamos del Oranesado con grafía francesa:
- anda!
- baja del cotché!
- capouyo!
- cogno!
- corta hilo!
- coulo de mal asiento
- cuatro ojos
- dalé que dalé!
- faire polvo
- hijo puta!
- hombre!
- joè(r)!
- la que se va a armar!
- létché!
- métémé-en-tó
- qué asco!
- t’ha pillao el guardia!
- quita!

y como ejemplos en Argel aporta los siguientes:
- aspéra! 'espera' (espera)
- à bourro-barra 'a burro barra' (a burro barra: hacer algo de cualquier manera, rápido y con prisas)
- la figa de ta ouéla! 'la figa de ta uela' (el higo de tu abuela: equivalente a "¡y un jamón!")
- doner carabasse 'donar carabassa' (dar calabazas)
- faire figa 'fer figa'
- fotré! 'fotre' (joder)
- une miquette 'una miqueta' (un poquito)
- pobrette! 'pobret' (pobrecito)
- tché! 'Xè' (Che: interjección dialectal valenciana)
- qué coyons! 'què collons' (qué cojones)
- Mare de Déo! 'mare de Deu' (madre de Dios)
- foutch d’ici! 'fuig d'ací' (sal/vete de aquí)
- rédéo! 'redeu' (rediós)
- réfotré! 'refotre' (rejoder)
- toca ferro! 'toca ferro'
- tomber de cul 'tombar de cul' (caer de culo)
- vinga! 'vinga' (venga)

### La guerra civil española
La última gran oleada de españoles llegó con los refugiados de la guerra civil española (1936-1939).

## Hispanismos en la lengua oranesa
En la lengua de Orán se conservan varias palabras de origen español, como "les chumbos" (higos chumbos), "les carricos" (carritos de ruedas pequeñas que se usan para jugar en las calles en pendiente), "les tallos" (churros), "la calentica" (plato "caliente" típico de Orán) o "la mouna" (mona de Pascua).
Un listado más completo lo ofrece Benallou donde aporte palabras como abadékho 'abadejo', bogado 'abogado', lawelo 'abuelo', almikha 'almeja', bayli 'baile', kálbo 'calvo', qamrón 'camarón', chíku 'chico', sínku 'cinco', kúchi 'coche', fabréka 'fábrica', fálso 'falso', feshta 'fiesta', khaléo 'jaleo', likhiya 'lejía', batínti 'patente' entre otros muchos.
Hay una mezcla y profunda influencia del español en el francés hablado en Orán, tanto semántica como sintácticamente.
Sin embargo, la proximidad geográfica y el contacto cultural y comercial entre España y Argelia favorecen la incorporación constante y reciente de numerosos términos como es el ejemplo de clásico en su acepción futbolística.

## La enseñanza del español en la actualidad
La situación sociolingüística del español en Argelia varía notablemente en función de la región en la que nos encontremos.
Existen dos centros del Instituto Cervantes uno de ellos en la ciudad de Orán y otro en la de Argel.
Además el español se imparte en varios institutos de educación secundaria y cada vez más estudiantes lo estudian como lengua extranjera.
La zona oeste del país, la más próxima a España, es la que dispone de más centros donde se imparte el español y esta tendencia se disipa progresivamente a medida que se avanza hacia el este. Como dato orientativo, en la tabla inferior ofrecida por Ahmed Ounane se observa la presencia del español en los centros de secundaria del oeste argelino:
| Orán           | 2462  | 35 | 35 |
| Tlemcen        | 3 298 | 15 | 14 |
| Sidi Bel Abbes | 739   | 12 | 18 |
| Saida          | 728   | 4  | 4  |
| Total          | 7 227 | 66 | 71 |

La concentración de los institutos en la zona occidental del país no afecta tan solo a la educación secundaria sino también en la ubicación de las universidades que imparten estudios hispánicos.
Además de los centros universitarios que tienen lengua española como asignatura complementaria, existen cuatro universidades que contienen en su plan de estudios la licenciatura de español como son la Universidad de Orán, Universidad de Tlemcen, la Universidad de Mostaganem, en la región oeste, y la Universidad de Argel, en la región centro.
Los datos de matriculados en la Universidad de Orán a mediados de la primera década de 2000 superan incluso al de otras lenguas extranjeras tradicionalmente con mayor peso como inglés o francés.
| Curso 1º | 152 | 124 | 176 | 452  |
| Curso 2º | 102 | 97  | 88  | 287  |
| Curso 3º | 57  | 70  | 70  | 197  |
| Curso 4º | 50  | 43  | 60  | 153  |
| Total    | 361 | 334 | 394 | 1089 |

El mismo autor ofrece los datos de los estudiantes que realizaron estudios de Traducción e Interpretación durante el mismo período:
| Curso 1º   | 100 | 98 |
| Curso 2º   | 100 | 29 |
| Curso 3º   | 100 | 35 |
| Curso 4º   | 35  | 23 |
| Profesores | 11  | 4  |

## Campos de refugiados de la provincia de Tinduf
Los campos de refugiados de la provincia de Tinduf están habitados por refugiados saharauis y llevan el nombre de las ciudades de Sahara Occidental: El Aaiún, Auserd, Smara y Dajla (Villa Cisneros). Cada campamento es un valiato que se estructura en núcleos menores de población llamados dairas.
Su población es de varias decenas de miles de habitantes, pero la cifra exacta varía en función de la fuente. Los organismos de las Naciones Unidas hablan de 125.000 refugiados como los «más vulnerables», mientras el Frente Polisario habla de una población de 165.000 refugiados.

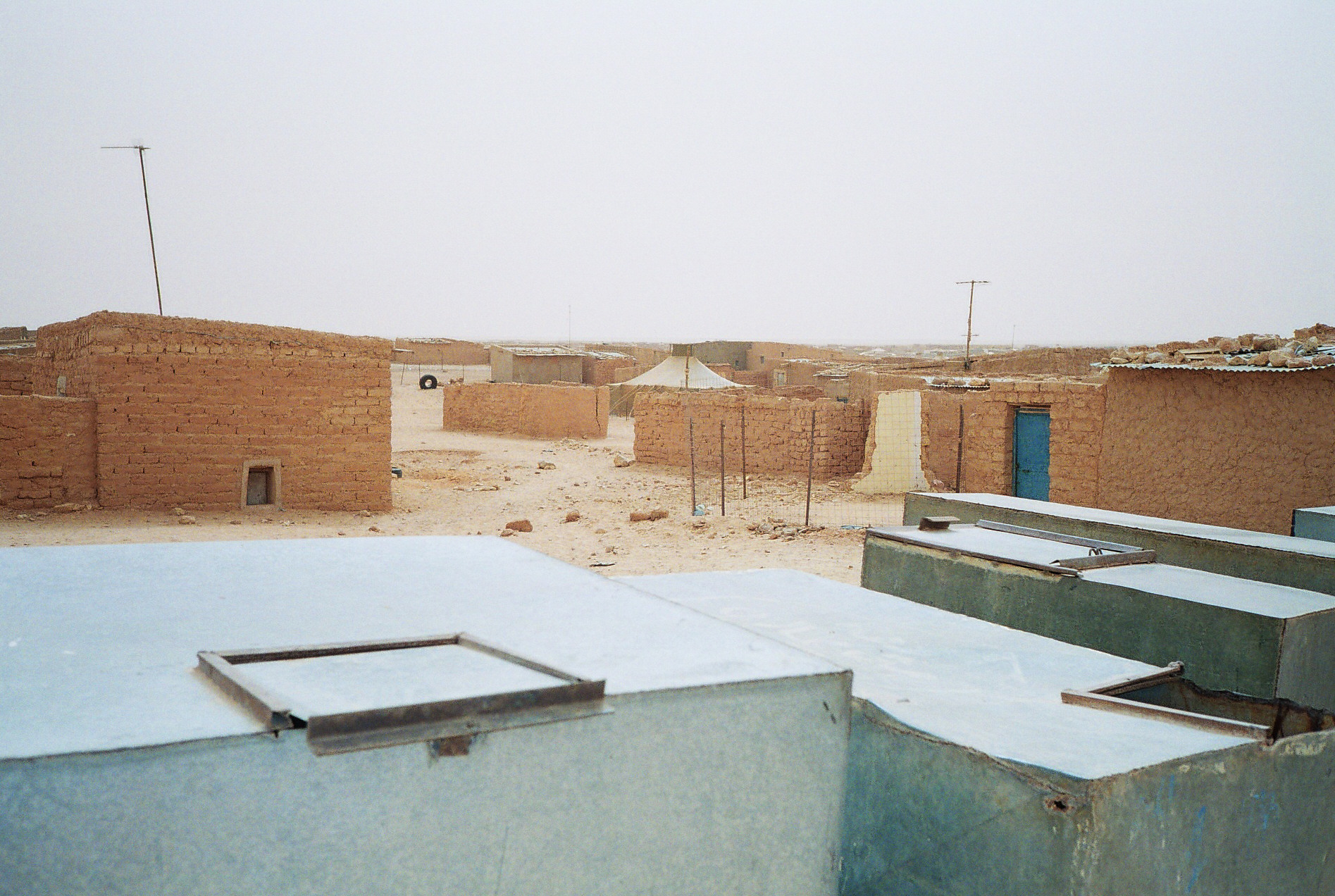
Vista del valiato de Smara, en los campamentos de refugiados saharauis de Tinduf.

En su capital, Tinduf, se estima en cerca de unos 2.000 los refugiados saharauis que hablan español como segunda lengua. [cita requerida]
La cooperación española y cubana en la zona en materia educativa ha sido y es intensa por lo que muchos nativos disponen de un buen nivel de español.
| 173 | 2 005 | 300 | 530 | 761 | 891 | 951 | 1189 |

El español en los campamentos cubre principalmente dos ámbitos de uso como son el de la educación, tras el hassanía, y sobre todo en el campo de la salud puesto que los materiales de consulta médicos que se utilizan provienen bien de Cuba, bien de España.
En cuanto al léxico se ha documentado la preferencia por hispanismos en el marco de la técnica y las herramientas al igual que otros países han optado por soluciones de la lengua colonizadora como inglés o francés.
| Herramientas | enchufe destornillador tornillo martillo muelle                   |
| Automoción   | coche caja de cambio tubo de escape chapa furgoneta motor volante |
| Deporte      | defensa extremo gol                                               |
| Mobiliario   | mueble cuna mesa cama                                             |
| Sanidad      | dispensario pomada venda jeringuilla receta                       |
| Educación    | biblioteca recreo lápiz                                           |
| Alimentación | pera manzana helado tortilla zumo queso                           |
| Vestimenta   | chaqueta falda blusa                                              |

## Galería de imágenes
Estas imágenes representan en mayor o menor grado la presencia hispánica.

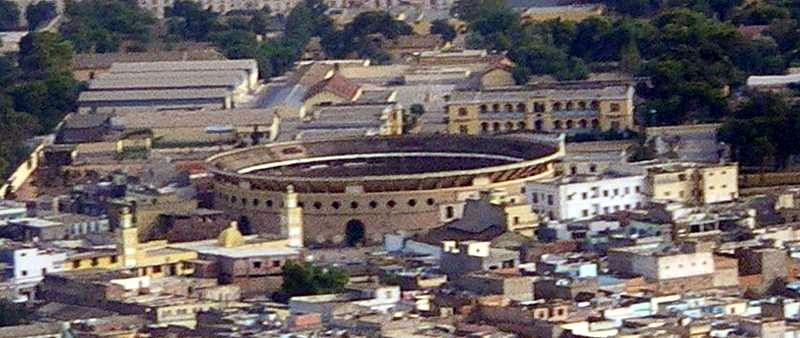
Plaza de toros en la ciudad de Orán (1954) de época de la Argelia francesa.
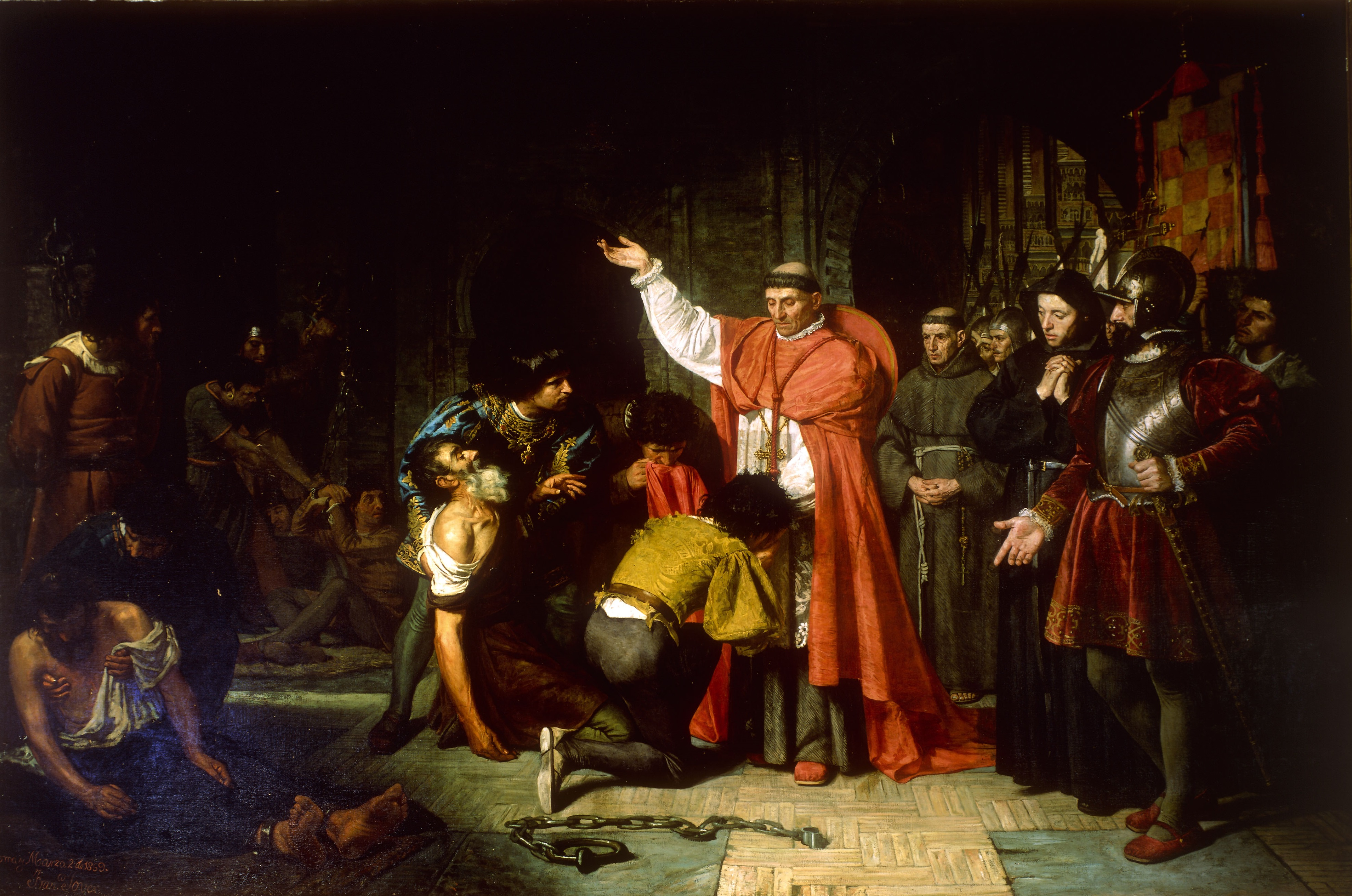
El Cardenal Cisneros liberando a los cautivos de Orán tras la toma.
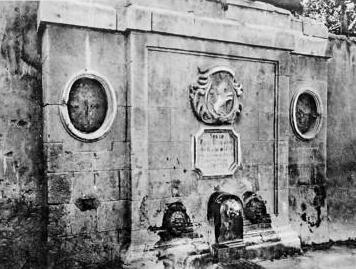
Fuente española en Orán cuya inscripción reza que fue erigida por Carlos IV en 1789.